# Landesklinikum Mistelbach
Das Landesklinikum Mistelbach ist ein von der NÖ Landesgesundheitsagentur geführtes Krankenhaus in der Liechtensteinstraße 67 in Mistelbach.

## Geschichte
Am Leopolditag (15. November) des Jahres 1908 erfolgte die Grundsteinlegung und im Jahr 1909 die Einweihung und Eröffnung des Bezirkskrankenhauses für Chirurgie und Innere Medizin mit 43 Betten, zwei Ärzten und sechs Krankenschwestern. 1915 erfolgte der Zubau des Westflügels und der Wirtschaftsgebäude, 1917 folgte der Ostflügel. Nachdem 1913 wegen großer Finanzprobleme das Spital beinahe geschlossen worden wäre, wurde 1928 die Infektionsabteilung errichtet. 1937 erhielt das Krankenhaus einen weiteren viergeschoßigen Trakt. Das Spital verfügte damit über 190 Betten, eine Krankenhauskapelle sowie Wohnräume für Ärzte und Schwestern.
Am 28. März 1941 wurde durch den Reichsstatthalter von Niederdonau der Krankenhausverband aufgelöst und das Krankenhaus durch den Landkreis Mistelbach übernommen. Mit dem Näherrücken der Front wurde das Spital 1945 zu einem Hauptverbandsplatz und am 18. April des gleichen Jahres zu einem Zufluchtsort für Frauen und Mädchen, als Mistelbach von der Roten Armee besetzt wurde. Am 21. April musste das Spital innerhalb weniger Stunden geräumt werden, um anschließend von der Roten Armee bis zum 10. Mai als Verbandsplatz genutzt zu werden. Im Rathaus von Mistelbach wurde ein Notspital eingerichtet.
Da das Krankenhaus Mistelbach nach Kriegsende offiziell ohne Rechtsträger stand, wurde 1948 der Bezirkshauptmann des Bezirks Mistelbach zum Kurator bestellt und ein provisorischer Verwaltungsausschuss einberufen. Dieses „Dauerprovisorium“ bestand bis zum 31. Dezember 1973. Beendet wurde es durch die Gründung des Gemeindeverbandes als neuen Rechtsträger. Nachdem bereits 1951 die Krankenpflegeschule und der Tbc-Trakt errichtet worden waren, folgten zwischen 1955 und 1956 weitere Bauarbeiten: das Infektionsgebäude wurde aufgestockt, Wohnungen für Schwestern und Schwesternschülerinnen geschaffen sowie weitere Bauarbeiten durchgeführt.
Bis in die Gegenwart folgten immer wieder Erweiterungsbauten, die entweder der Bedarfsabdeckung dienten (1998: Fertigstellung der neuen Zentralsterilisation, Dezember 1998: Übergabe eines Blockheizkraftwerks durch die EVN, 2000: Baubeginn für weiteren Betten- und Funktionstrakt) oder durch eine Erweiterung des medizinischen Angebots (September 1983: Eröffnung einer Dialysestation, Jänner 1990: Inbetriebnahme des nach dem Landesklinikum St. Pölten zweiten Computertomographen in Niederösterreich) begründet sind. Am 1. Jänner 2005 wurde die Rechtsträgerschaft an das Land Niederösterreich abgetreten.
Im Jahr 2011 wurde mit Umbauarbeiten begonnen, die mit Teileröffnungen von drei Blöcken im Februar 2019 fertiggestellt wurde.

## Statistik
Das Landesklinikum Mistelbach verfügt über 518 systemisierte Betten. Rund 30.000 stationär aufgenommene Patienten und etwa 75.000 ambulante Fälle wurden von rund 1.430 Bediensteten im Jahr 2006 versorgt. Die Auslastung betrug 79 Prozent und verursachte einen Aufwand von 101.000.000 Euro.

## Ausstattung
- Abteilungen:

Medizinisches Zentrum Gänserndorf
1. Medizinische Abteilung / Kardiologie und internistische Intensivmedizin
2. Medizinische Abteilung / Gastroenterologie und Onkologie
3. Medizinische Abteilung / Nephrologie und Diabetologie
Anästhesiologie und Intensivmedizin
Augenheilkunde
Blutbank
Chirurgie
Frauenheilkunde und Geburtshilfe
Hals-Nasen-Ohren-Abteilung
Kinder- und Jugendabteilung
Klinische Pathologie
Klinische Psychologie
Laborinstitut
Neurologie
Orthopädie
Institut für Physikalische Medizin und Rehabilitation
Röntgeninstitut
Unfallchirurgie
Urologie
- Ambulanzen:

Medizinische Ambulanzen
Schmerzambulanz (Anästhesiologie)
Augenambulanz
Chirurgische Ambulanz
Gynäkologische Ambulanz
Hals-Nasen-Ohren-Ambulanz
Kinder- und Jugendambulanz
Laborambulanz
Neurologische Ambulanz
Orthopädische Ambulanz
Unfallambulanz
Urologische Ambulanz
- Beratungsstellen:

Angehörigenberatung
Diabetesberatung
Krankenhaus-Seelsorge
Stoma- und Kontinenzberatung
Überleitungspflege.
- Dialysestation: die im September 1983 eröffnete Dialysestation für ursprünglich 12 Patienten täglich verfügt seit der im März 2006 erfolgten Eröffnung nach ihrem Ausbau über 18 Plätze (108 Patienten)[4].

- Institut der „Karl Landsteiner Gesellschaft“: Mit der im Juni 2005 erfolgten Eröffnung des Instituts für Andrologie und Prostataforschung der Karl Landsteiner Gesellschaft wurden die Aktivitäten des Landesklinikums Mistelbach auf dem Gebiet der Männergesundheit verstärkt[5].

## Krankenpflegeschule

### Gesundheits- und Krankenpflegeschule
Die Gesundheits- und Krankenpflegeschule am Landesklinikum Mistelbach besteht seit dem Jahr 1951.

### Hebammenakademie
Die Hebammenakademie am Landesklinikum Mistelbach wurde 1995 als erste und einzige ihrer Art in Niederösterreich eröffnet.